# Коти не танцюють
«Коти не танцюють» (англ. Cats Don't Dance) — американський повнометражний анімаційний мультфільм студії Warner Brothers, випущений у 1997 році. Прем'єра мультфільму відбулась у США 26 березня 1997 року.

## Сюжет
Молодий та амбітний кіт на ім'я Денні прибуває з провінційного містечка Кóкомо до Голлівуду з мрією стати кінозіркою. Він приходить в агентство з найму акторів-тварин, де знайомиться з кішкою-секретаркою Сойєр, а також дістає роль у новому мюзиклі «Маленький янгол ковчега», головну роль у якому виконує Дарла Дімпл (пародія на Ширлі Темпл) — маленька зірка Голлівуду та улюблениця глядачів. Уже на студії Денні з подивом дізнається що за сценарієм він має казати лише одне слово — «няв». Під час зйомок Денні вирішує проявити ініціативу й починає підспівувати Дарлі, однак Дарла лютує і влаштовує дикий скандал. Виявляється, що «маленьке янголятко» в реальному житті дуже зла, жорстока та самозакохана дівчинка, яка ненавидить тварин, особливо котів. Вона наказує своєму тілоохоронцеві Максу залякати Денні. Денні дуже збентежений і засмучений, оскільки реальність виявилась не такою, як він очікував. Згодом слон Вулі пояснює Денні, що інші звірі-актори так само, як і він, прибули з надією «підкорити» Голлівуд, однак студіям потрібні актори-люди, а не тварини і що максимум, на що їм варто сподіватися — роль у масовці.
Денні спадає на думку зібрати всіх звірів-акторів і піти до керівництва студії, щоб показати їм свої таланти, однак про плани дізнається Дарла. Розуміючи, що талановиті тварини можуть затьмарити її славу, вона складає підступний план, щоб прибрати конкурентів.

## У ролях
- Скотт Бакула — кіт Денні
- Жасмін Гай — кішка Сойєр (вокал — Наталі Коул)
- Ешлі Пелдон — Дарла Дімпл (вокал — Ліндсей Рейджуей)
- Кеті Нажимі — бегемотиха Тіллі
- Джон Ріс-Девіс — слон Вулі
- Джордж Кеннеді — керівник студії Л. Бі. Маммонт
- Бетті Лу Джерсон — Франц Альбакор
- Гел Голбрук — козел Кренстон
- Дон Кноттс — черепаха
- Меттью Герріт — пінгвеня Падж